# Каваљија ди Мецо (Верчели)
Каваљија ди Мецо је насеље у Италији у округу Верчели, региону Пијемонт.
Према процени из 2011. у насељу је живело 33 становника. Насеље се налази на надморској висини од 750 м.